# Louvigny (Moselle)

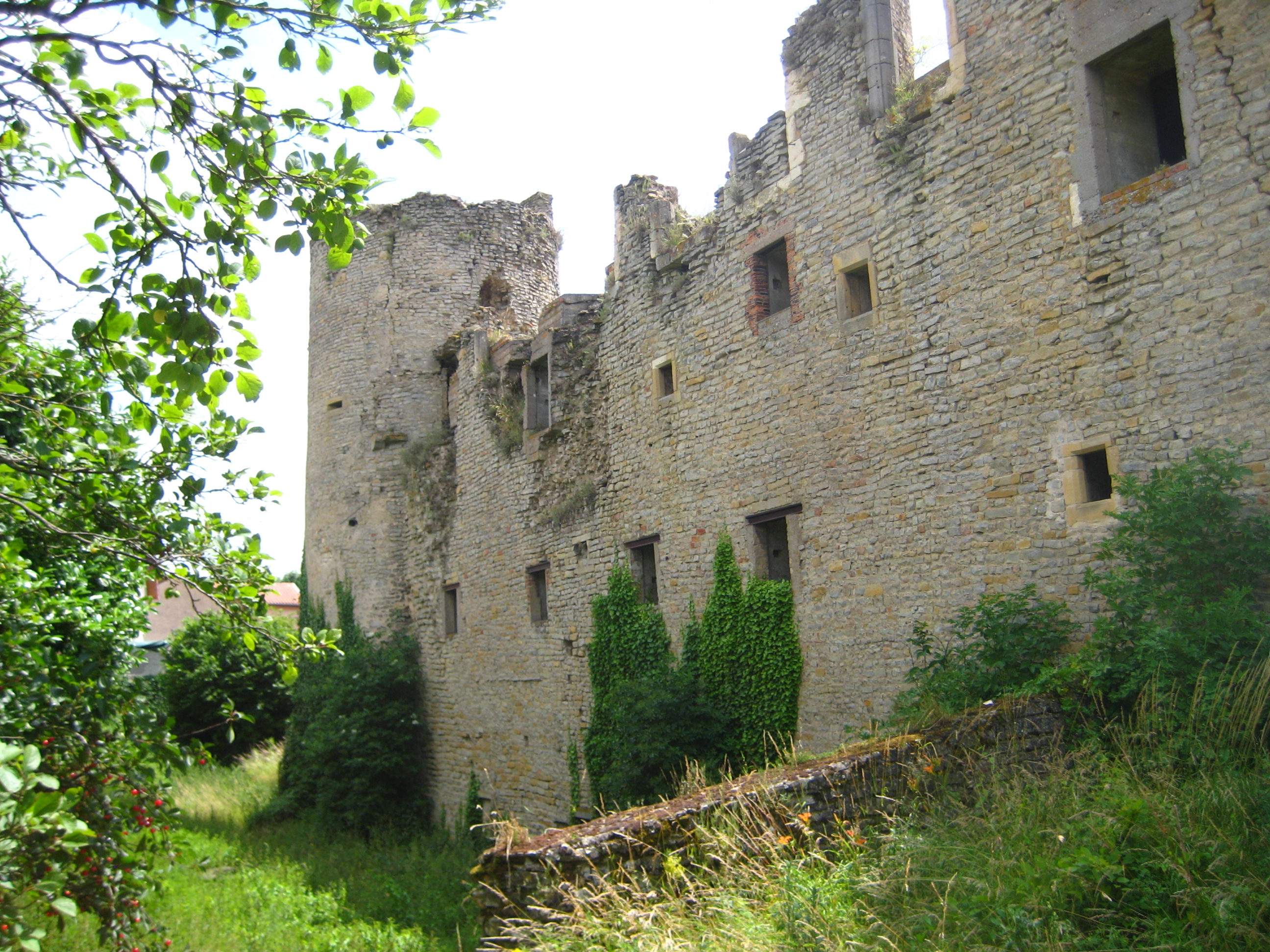
Kasteel van Louvigny / Loveningen

Louvigny (Duits: Loveningen) is een gemeente in het Franse departement Moselle (regio Grand Est) en telt 728 inwoners (2004). De plaats maakt deel uit van het arrondissement Metz.

## Geografie
De oppervlakte van Louvigny bedraagt 15,8 km², de bevolkingsdichtheid is 46,1 inwoners per km².
De onderstaande kaart toont de ligging van Louvigny (Moselle) met de belangrijkste infrastructuur en aangrenzende gemeenten.

## Demografie
Onderstaande figuur toont het verloop van het inwonertal (bron: INSEE-tellingen).